# 代俊峰
代俊峰，男，回族，中华人民共和国宗教界人物。现任中国伊斯兰教协会副会长，云南省伊斯兰教协会会长，昆明伊斯兰教经学院院长，昆明市伊斯兰教协会会长，昆明迤西公清真寺教长。第十三、十四届全国政协委员。